# Neues Schloss Rechberghausen

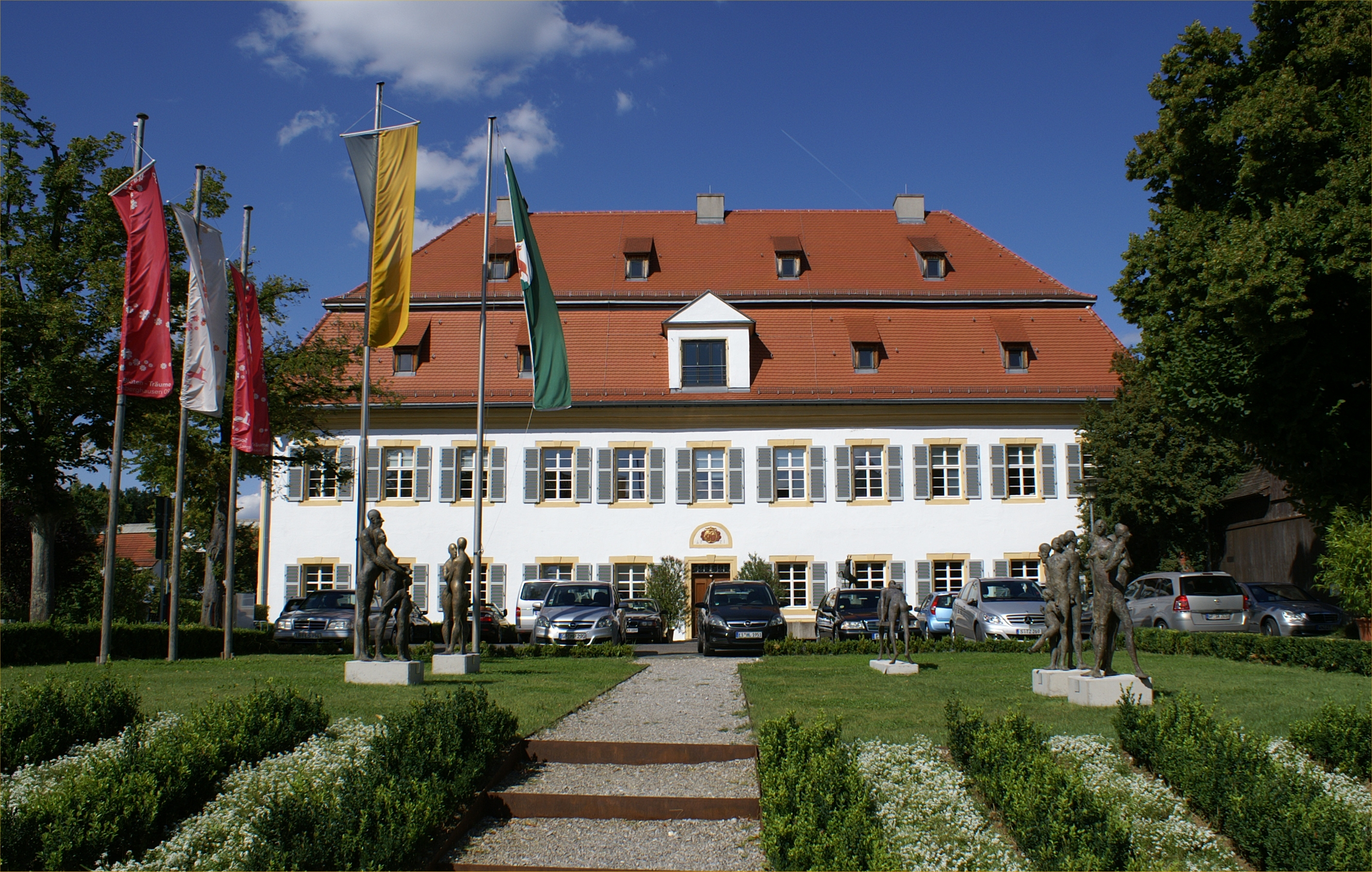
Neues Schloss Rechberghausen, heute Rathaus

Das Neue Schloss in Rechberghausen ist ein Schloss im Landkreis Göppingen. Es wurde im 18. Jahrhundert für die Grafen von Rechberg erbaut und dient seit dem Ende des Ersten Weltkriegs als Rathaus der Gemeinde Rechberghausen.

## Geschichte

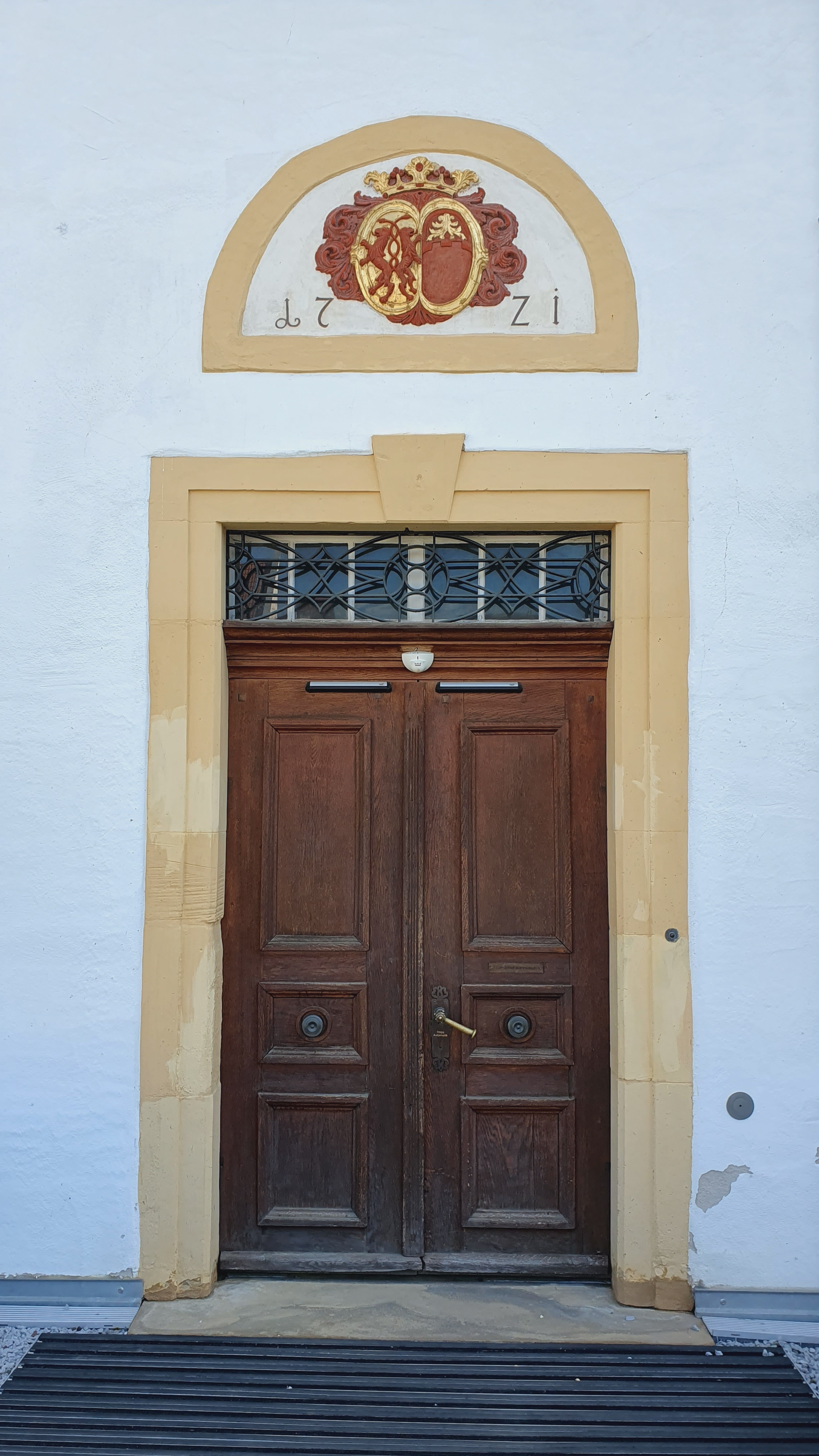
Doppelwappen über dem Eingangsportal

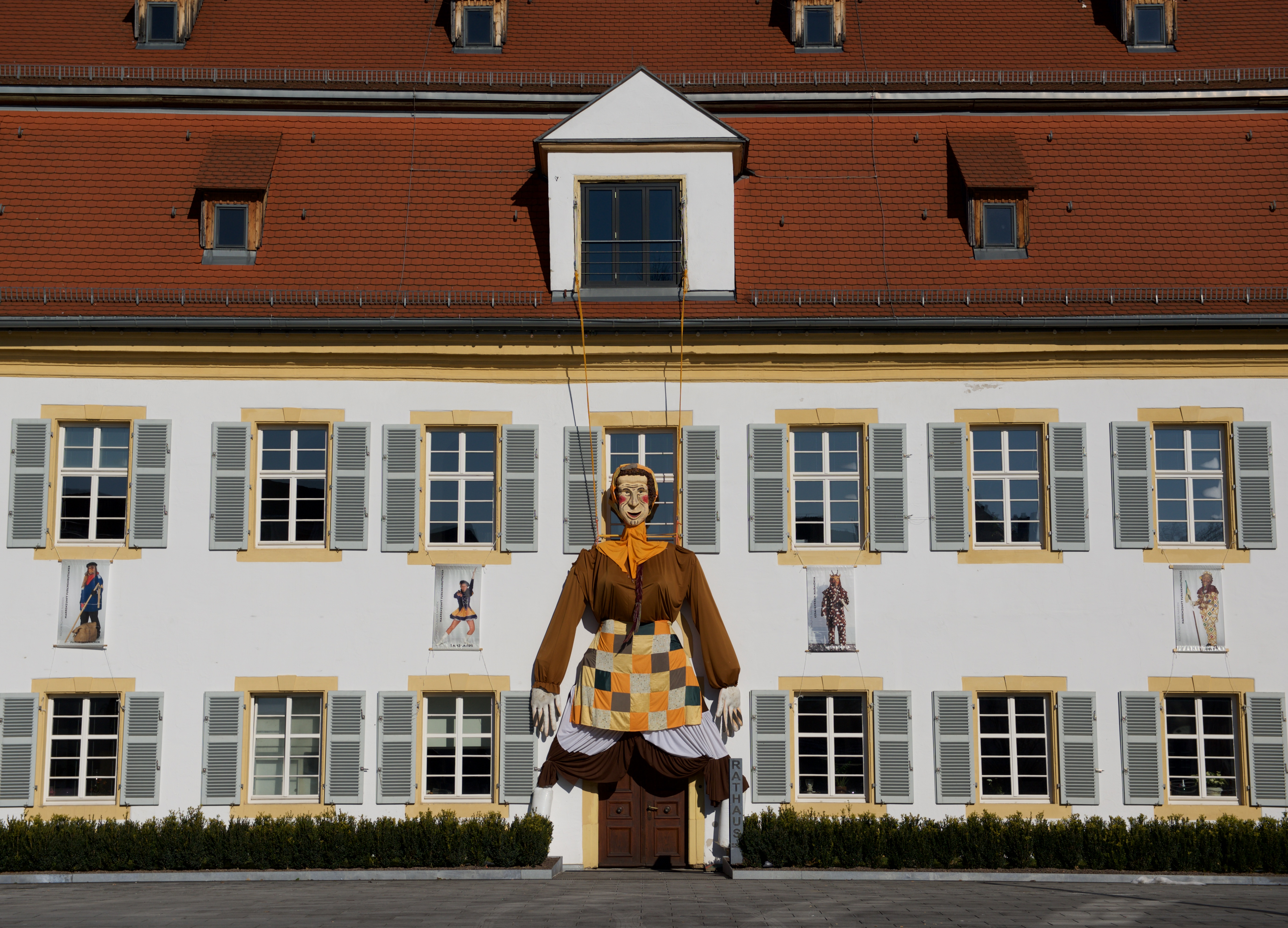
Neues Schloss Rechberghausen mit Faschingsdekoration

Im Jahre 1716 kam Graf Alois Clemens von Rechberg in den Besitz der Herrschaft Rechberghausen. In Rechberghausen hatte nördlich des Ortes auf einer Anhöhe bereits eine seit um 1150 existierende Burg und ab 1575 zum Schloss unter Haug Erkinger von Hohenrechberg ausgebauter Adelssitz bestanden, der aber zwischen 1681 und 1685 abgebrannt war. 1721 wurde an der Stelle eines Amtshauses von Matthias Wiedemann ein rechteckiger Bau mit Mansardwalmdach errichtet. Im Dachgeschoss des Gebäudes befindet sich zudem heute noch ein Kran, der einen Hinweis auf die Funktion des Dachgeschosses als Lagerraum des Zehnten gibt.
1746 und 1749 wurde das Schloss und der Ort Rechberghausen von den Grafen Rechberg an die Grafen von Preysing verkauft, welche allerdings schon 1789 das Gebäude an die Grafen von Degenfeld-Schonburg in Eybach weiterverkauften. Diese behielten das Gebäude bis ins 20. Jahrhundert, jedoch bewohnten sie das Gebäude ebenso wie ihre Vorbesitzer nicht. Kurz vor Ausbruch des Ersten Weltkriegs planten die Degenfeld-Schonburg eine Erweiterung des Schlossbaus, die jedoch aufgrund des Weltkriegs nicht ausgeführt wurde. Im Jahr 1920 kaufte die Gemeinde Rechberghausen das Schloss und richtete darin ihr Rathaus ein, welches es heute noch beherbergt. Sie vollendete auch den geplanten Ausbau im selben Jahr.